# サンコープ・スタジアム
サンコープ・スタジアム（英: Suncorp Stadium）は、オーストラリア・クイーンズランド州のブリスベンにあるスタジアムである。名称はネーミング・ライツに基づくもので、1994年よりオーストラリアの金融機関であるサンコープ・メットウェイ社がネーミング・ライツを取得している。ネーミング・ライツを使わない名称としては、正式名称のラング・パーク（Lang Park）、またはブリスベン・スタジアム（Brisbane Stadium）とも呼ばれる。1957年よりクイーンズランド州におけるラグビーリーグの本拠地として用いられている。また、現在ではラグビーユニオンやサッカーの試合もおこなわれる。2008年のラグビーリーグ・ワールドカップでは決勝戦の会場となった。

## 歴史

### 起源
1911年まで、この土地は墓地であった。しかし、ブリスベンの人口増加に伴う再開発の一環として市民公園とすることが定められ、1914年にラング・パークが開園した。1930年代にはブリスベンのラグビーリーグにおけるトップレベルの試合がおこなわれている。1953年、ブリスベンのラグビーリーグ協会とクイーンズランド州のラグビーリーグ協会が合併し、本拠地としてラング・パークの長期リース契約をブリスベン市に求めた。当時のラング・パークは最低限の施設しか備えておらず、1万7千ポンドを投じての改修工事がおこなわれた。ラグビーリーグの試合会場として整備が進むにつれ、一般市民のレクリエーションの場としてはなじまなくなっていった。1962年にクイーンズランド州議会の主導で公園の管理評議会が形成された。クイーンズランド州政府・ブリスベン市庁・クイーンズランド州ラグビーリーグ協会・ブリスベンラグビーリーグ協会 (州協会内の一部門として存続していた) からなるこの評議会によって、観客席などの建設が順次計画・実行されていった。1960年代にはオーストラリア内における各州の代表チーム同士の試合会場として、あるいはラグビーリーグ・ワールドカップなどの国際試合の会場として利用されるようになっていた。

### 改修
1990年代末、ブリスベンに最先端のスタジアムが必要だとする意見をもとに議論が進められ、サンコープ・スタジアムがその対象に選ばれた。総工費2億8千万オーストラリアドルを投じた改修工事がおこなわれ、2003年に現在のスタジアムが完成した。新スタジアムのオープニングゲームとして、ナショナルラグビーリーグ (NRL) のブリスベン・ブロンコス対ニューカッスル・ナイツの試合が6月1日におこなわれた。グラウンドの形状は長方形で、観客席とフィールドとの距離も近くなっている。

### 現状
クイーンズランド州におけるラグビーリーグの伝統的な本拠地であることに変わりはないが、現在では他のスポーツにとっても重要な競技場となっている。2003年の改修直後の10月にはラグビーワールドカップがオーストラリアで開催され、準々決勝の2試合を含め計9試合がこのスタジアムでおこなわれた。それ以降も、トライネイションズをはじめとしたオーストラリア代表の試合がしばしばおこなわれている。2005年からはスーパーラグビーに参加するクイーンズランド・レッズがここをホームスタジアムとするようになった。また、サッカーの試合会場としても頻繁に使用されており、2005年に新設されたAリーグのクイーンズランド・ロアー (現ブリスベン・ロアー) のホームスタジアムとしても使用されている。サッカーオーストラリア代表もFIFAワールドカップ・予選などでこのスタジアムを使用している。音楽イベントの会場としても利用され、過去にロビー・ウィリアムズ (2006年12月)、ポリス (2008年1月)、アンドレ・リュウ (2008年12月) などのコンサートがおこなわれている。

## アクセス
イプスイッチ/ローズウッド線およびスプリングフィールド線のミルトン駅から歩道橋を渡って徒歩約6分。ローマ・ストリート駅からも徒歩約15分。試合開催日には、市内各地からシャトルバスも運行されている。